# Ivan Borkovský
Ivan Borkovský, nascut Ivan Borkovskyj-Dunin (en ucraïnès: Іван Борковський; Txortovets, Ucraïna, 8 de setembre de 1897 – Praga, 17 de març de 1976) va ser un arqueòleg txec. Fou un dels fundadors de l'arqueologia medieval a Bohèmia i s'havia especialitzat en el període de l'alta edat mitjana.